# Fairlie, Skottland
Fairlie är en ort i Storbritannien.   Den ligger i kommunen North Ayrshire och riksdelen Skottland, i den nordvästra delen av landet, 600 km nordväst om huvudstaden London. Fairlie ligger 6 meter över havet och antalet invånare är 1 568.
Terrängen runt Fairlie är kuperad österut, men västerut är den platt. Havet är nära Fairlie västerut. Runt Fairlie är det ganska tätbefolkat, med 86 invånare per kvadratkilometer. Närmaste större samhälle är Largs, 4,5 km norr om Fairlie. 